# Вулиця Нахімова (Мелітополь)
Вулиця Нахімова (також Вулиця Адмірала Нахімова) — вулиця в Мелітополі. Починається від вулиці Івана Алексєєва, закінчується проїздом, що перетинається з вулицею Лесі Українки. Складається із приватного сектора.

## Назва
Вулиця названа на честь Павла Нахімова (1802—1855) — російського флотоводця, адмірала, одного з організаторів оборони Севастополя під час Кримської війни.

## Історія
Рішення про утворення вулиці та її найменування прийнято 28 червня 1957 року. Одночасно була прорізана й сусідня вулиця Макарова.